# Šachovskoj

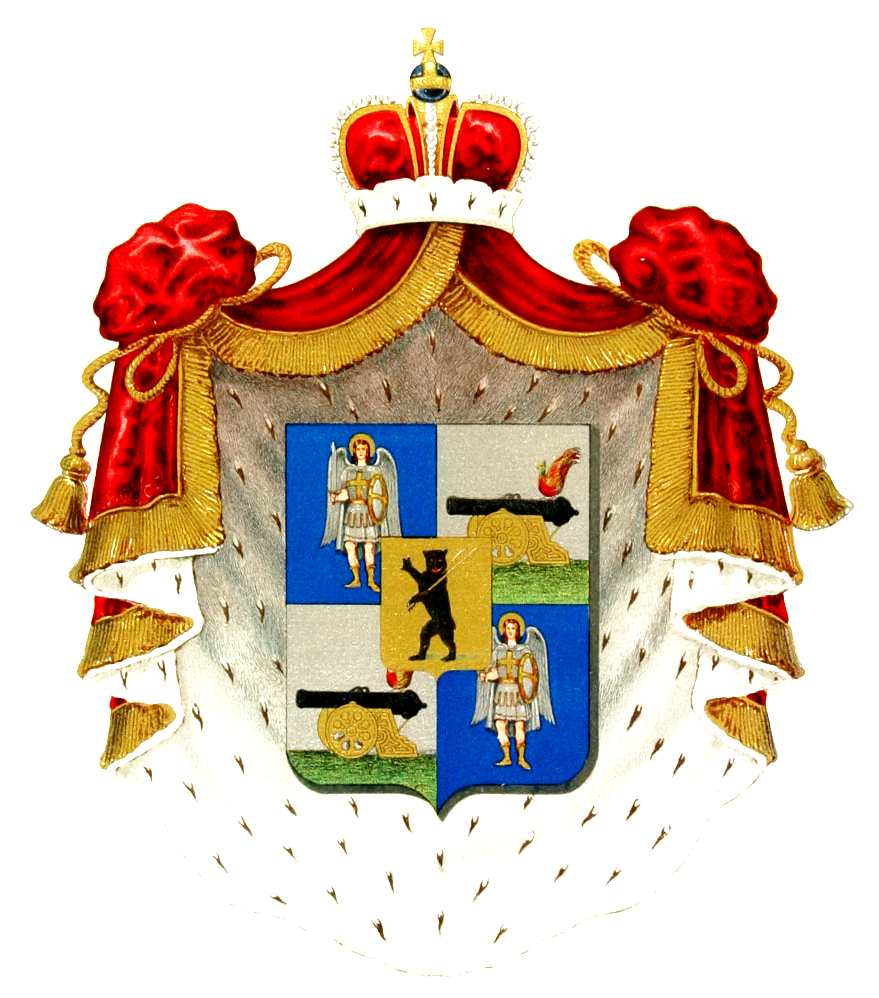
Stemma

Šachovskoj è una famiglia principesca russa, discendente da Rurik. Il suo capostipite, Konstantin Glebovič, principe di Jaroslavl', soprannominato Šach, era un ex comandante di Nižnij Novgorod (1482).

## Membri famosi
- Grigorij Petrovič Šachovskoj (1587-1612)
- Michail Nikitič Šachovskoj (1606-1663)
- Ivan Leont'evič Šachovskoj (1777-1860)
- Aleksandr Aleksandrovič Šachovskoj (1777-1846)
- Dmitrij Ivanovič Šachovskoj (1861-1939)